# برابرساز

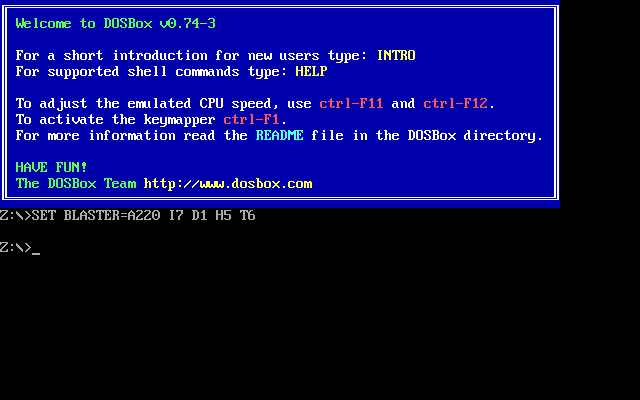
نرم‌افزار داس باکس در حال برابرسازی محیط داس بر روی سیستم‌عامل ویندوز

برابرساز یا امولاتور (به انگلیسی: Emulator) واسطه‌ای است برای پیاده‌سازی عملکرد یک سامانه، با استفاده از یک سامانه دیگر، به طوری که سیستم دوم همانند سیستم اول رفتار کرده و همانند آن به نظر برسد. این روش منجر به بازتولید دقیق از یک سیستم دیگر می‌شود و از این نظر با دیگر روش‌های شبیه‌سازی کامپیوتری که کلیات یک سامانه را مدل‌سازی می‌کنند متفاوت است.

## نرم‌افزارهای برابرساز
برخی از برابرسازها:
- ایکس‌باکس: Xenia و xemu[۲][۳]
- پلی‌استیشن همراه (پی‌اس‌پی): پی‌پی‌اس‌اس‌پی‌پی[۴]
- پلی‌استیشن ۱: ای‌پی‌اس‌ایکس‌ای[۵]
- پلی‌استیشن ۲: پی‌سی‌اس‌ایکس۲[۶]
- پلی‌استیشن ۳: آرپی‌سی‌اس۳[۷]
- پلی‌استیشن ۴: شدپی‌اس۴
- نینتندو سوئیچ: یوزو و ریوجینکس[۸]
- اندروید: ال‌دی پلیر و بلواستکس[۹][۱۰]